# James Thompson (canottiere)
James Thompson (Città del Capo, 18 novembre 1986) è un canottiere sudafricano, vincitore della medaglia d'oro nell'4 senza pesi leggeri a Londra 2012.

## Palmarès
- Giochi olimpici

Londra 2012: oro nel 4 senza pesi leggeri.
- Campionati del mondo di canottaggio

Amsterdam 2014: oro nel 2 di coppia pesi leggeri